# Leptocerina integra
Leptocerina integra är en nattsländeart som beskrevs av G. Marlier 1956. Leptocerina integra ingår i släktet Leptocerina och familjen långhornssländor. Inga underarter finns listade i Catalogue of Life.